# Tian (himmelsgud)
Tian (天, Tiān, "Himmelen", "Gud") var en himmelsgud i tidig kinesisk mytologi. 
Under Shāng-dynastin ersattes Tiān av Shàng Dì, men ersatte i sin tur honom efter dynastins fall, om än i en helt annan form. 